# Muskelhund
En muskelhund er en hund, der af statur er muskuløs og anses for at være farlig for øvrige dyr og mennesker.
Begrebet "muskelhund" har været kendt og anvendt i det danske sprog i længere tid. Eksempelvis bragte formiddagsbladet BT den 17. juli 2009 en artikel, hvor begrebet "muskelhund" blev benyttet. Begrebet "muskelhund" blev også anvendt i Folketinget i forbindelse med behandling af forslag til lov om ændring af lov om hunde i år 2013, hvor begrebet "muskelhund" blev anvendt sammen med begrebet "kamphund".
I kamphunde-kulturen anvendes steroider til at forøge muskelmassen på kamphundene. Foruden at udvikle hunden til en "muskelhund" gives steroider med henblik på at gøre hunden aggressiv.
Fællesbetegnelsen har været udsat for en del kritik, eftersom begrebet "muskelhund" er blevet knyttet til betegnelsen "farlig hund".
Ifølge Pernille Hansen fra Den Danske Dyrlægeforening er det etisk forkert at fokusere på hunderacen i stedet for adfærden. I stedet burde man se på hundens adfærd og se om racen rent faktisk er farlig.
Dyrenes Beskyttelse bryder sig ikke om betegnelsen muskelhund, idet det blot antyder, at hunden er muskuløs. Dyrenes Beskyttelse vil hellere anvende betegnelsen farlige hunde, der kan defineres som alle hunde, der er farlige. En farlig hund er en potentiel skadevoldende hund, og kan i princippet tilhøre en hvilken som helst hunderace.
I 2010 blev der oprettet en såkaldt observationsliste over mulige muskelhunde med henblik på eventuel senere forbud. Denne liste indeholdt hunderacerne Anatolsk Hyrdehund, Bullmastiff, Cane Corso Italiano, Cao fila de sao miguel, Dogo canario, Iberisk dogge, Maremma, Mastin español, Mastino napoletano, Polski owczarek podhalanski, Rottweiler og Staffordshire Bull Terrier.
Folketinget mente dog ikke i 2013, at det var relevant at opretholde denne observationsliste.
De syv hunderacer, der i almindelighed anses som kamp- og muskelhunde, og som findes i Danmark i dag, er Amerikansk pitbullterrier, Tosa, Amerikansk Staffordshire terrier, Fila Brasileiro, Dogo Argentino, Amerikansk bulldog og Boerboel.
- Amerikansk pitbullterrier
- Tosa
- Amerikansk Staffordshire terrier
- Fila Brasileiro
- Dogo Argentino
- Amerikansk bulldog
- Boerboel